# 角尾乡
角尾乡，是中华人民共和国广东省湛江市徐闻县下辖的一个乡镇级行政单位。

## 行政区划
角尾乡下辖以下地区：
角尾村、放坡村、下寮仔村、许家寮村、上寮村、符宅村、沙土村、仕寮村、北注村、苞西村和潭鳌村。